# Nick Midson
Nick Midson (Londra, 16 aprile 1971) è un chitarrista, compositore e produttore discografico britannico, conosciuto principalmente per essere stato il chitarrista dei Threshold.

## Biografia
L'interesse di Midson per la chitarra è iniziato all'età di 12 anni, ascoltando band di genere rock progressivo e heavy metal. Nel 1990 è tra i fondatori della band Threshold, dove svolge principalmente il ruolo di chitarrista ritmico.
Dal 1996 ha iniziato anche a comporre anche musica per l'uso in film e nelle serie televisive, e in spot pubblicitari, avendo creato paesaggi sonori utilizzando campioni e suoni di tutti i generi musicali.
Il 3 maggio 2005 Midson ha annunciato che avrebbe abbandonato la band, a causa di un'improvvisa perdita di stimoli; il distacco avvenne quindi in totale armonia con il resto del gruppo.
Nei Threshold gli assoli di Midson si possono sentire negli album Wounded Land, Extint Instinct e Hypotetical. Questo avveniva perché alcuni assoli riuscivano meglio a lui che all'altro chitarrista, Karl Groom.

## Discografia

### Solista
- 1998 - All Midson
- 2001 - More Fast

### Con i Threshold
- 1992 – Wounded Land
- 1994 – Psychedelicatessen
- 1997 – Extinct Instinct
- 1998 – Clone
- 2001 – Hypothetical
- 2002 – Critical Mass
- 2004 – Subsurface